# Spizella wortheni
Spizella wortheni е вид птица от семейство Овесаркови (Emberizidae). Видът е застрашен от изчезване.

## Разпространение
Видът е разпространен в Мексико.